# Music for a New Society
Music for a New Society je osmi studijski album rock pjevača Johna Calea, kojeg 1982. godine objavljuje diskografska kuća ZE Records. Album je producirao John Cale.

## Popis pjesama
1. "Taking Your Life in Your Hands" (John Cale) − 4:45
2. "Thoughtless Kind" (John Cale) − 2:37
3. "Sanities" (John Cale) − 5:58
4. "If You Were Still Around" (John Cale, Sam Shepard) − 3:25
5. "(I Keep A) Close Watch" (John Cale) − 3:06
6. "Broken Bird" (John Cale) − 4:43
7. "Chinese Envoy" (John Cale) − 3:09
8. "Changes Made" (John Cale) − 3:11
9. "Damn Life" (John Cale, Risé Cale) − 5:10
10. "Risé, Sam and Rimsky-Korsakov" (John Cale, Sam Shepard) − 2:12
11. "In the Library of Force" (John Cale) − 5:56

## Izvođači
- John Cale − vokal, glasovir, gitara
- Allen Lanier − gitara
- David Young − gitara
- Chris Spedding − gitara
- David Lichtenstein − bubnjarski komplet
- John Wonderling − autoharp
- Mike McLintock − prateći vokal
- Robert Elk − gajde
- Tom Fitzgibbon − gajde
- Risé Cale − vokal

## Vanjske poveznice
- Allmusic - recenzija albuma